# Саншеш, Алвин
Алвин Антониу Саншеш (порт. Alvyn Antonio Sanches; родился 12 февраля 2003) — швейцарский футболист, полузащитник клуба «Лозанна» и сборной Швейцарии.

## Клубная карьера
Алвин Саншеш начал заниматься футболом в 2010 году в команде «Лозанна Бенфика», а в 2012 году присоединился к академии «Лозанны». В ноябре 2020 года подписал свой первый профессиональный контракт с клубом. 15 мая 2021 года дебютировал за основную команду «Лозанны», выйдя на замену в матче Суперлиги против клуба «Санкт-Галлен». 3 апреля 2022 года забил свой первый гол за «Лозанну» в матче чемпионата против «Серветта».

## Карьера в сборной
Выступал за сборные Швейцарии до 20 лет и до 21 года.
В марте 2025 года получил свой первый вызов в основную сборную Швейцарии для участия в товарищеских матчах против Северной Ирландии и Люксембурга.